# Развијена земља
Развијена земља, индустријализована земља или економски развијенија земља, суверена је држава која има развијену економију и напредну технолошку инфраструктуру. Према степену развијености, све земље се сврставају на:
- слаборазвијене;
- средњоразвијене;
- високоразвијене.[1]

## Одлике и критеријуми
Развијене земље одликује висок друштвени производ, велики проценат становништва запосленог у услужним делатностима и индустрији и велики проценат градског становништва (преко 75%). Имају велику потрошњу електричне енергије и калорија по становнику.
Развијене земље имају низак или негативан природни прираштај и дуговечно становништво.
Најчешћи критеријуми за процјену степена економског развија су: бруто домаћи производ (БДП), бруто национални производ (БНП), приходи по становнику, степен индустријализације, износ распрострањености инфраструктуре и општи животни стандард. Критеријуми који се користе и земље које се могу класификовати као развијене, предмет су расправе.
Развијене земље имају постиндустријску економију, што значи да сектор услуга (терцијарни сектор) пружа веће приходе од индустријског сектора.

### Земље у развоју
Развијене земље су супротност земљама у развоју, које се налазе у процесу индустријализације, или неразвијеним земљама које су прединдустријске и готово у потпуности аграрне.

## Развијене државе
Од 2015. године, напредне економије чине 60,8% свјетског БДП заснованог на номиналној вриједности и 42,9% свјетског БДП заснованог на паритету куповне моћи према Међународном монетарном фонду. Године 2015, десет најразвијенијих економија по БДП у номиналном и ПКМ смислу су:
- Сједињене Америчке Државе;
- Јапан;
- Аустралија;
- Италија;
- Јужна Кореја;
- Канада;
- Њемачка;
- Уједињено Краљевство;
- Француска;
- Шпанија.[4]